# 헤오르히나 아모로스
조르지나 아모로스(Georgina Amorós, 1998년 4월 30일 ~ )는 스페인의 배우이다.